# Campionati del mondo di atletica leggera 2019 - 800 metri piani femminili
La specialità degli 800 metri piani femminili dei campionati del mondo di atletica leggera 2019 si è svolta tra il 27 e il 30 settembre allo Stadio internazionale Khalifa di Doha, in Qatar.

## Podio
| Pos.    | Atleta          | Nazionalità | Tempo   |
| ------- | --------------- | ----------- | ------- |
| Oro     | Halimah Nakaayi | Uganda      | 1'58"04 |
| Argento | Raevyn Rogers   | Stati Uniti | 1'58"18 |
| Bronzo  | Ajeé Wilson     | Stati Uniti | 1'58"84 |

## Situazione pre-gara

### Record
Prima di questa competizione, il record del mondo (RM) e il record dei campionati (RC) erano i seguenti.
| Record                | Prestazione | Atleta                          | Data                                       | Competizione  |
| --------------------- | ----------- | ------------------------------- | ------------------------------------------ | ------------- |
| Record mondiale       | 1'53"28     | Jarmila Kratochvílová Rep. Ceca | 26 luglio 1983 Monaco di Baviera, Germania |               |
| Record dei campionati | 1'54"68     | Jarmila Kratochvílová Rep. Ceca | 9 agosto 1983 Helsinki, Finlandia          | Mondiali 1983 |

### Campioni in carica
I campioni in carica a livello mondiale e olimpico erano:
| Campione | Atleta                   | Prestazione | Data                                   | Competizione         |
| -------- | ------------------------ | ----------- | -------------------------------------- | -------------------- |
| Olimpico | Caster Semenya Sudafrica | 1'55"28     | 20 agosto 2016 Rio de Janeiro, Brasile | Giochi olimpici 2016 |
| Mondiale | Caster Semenya Sudafrica | 1'55"16     | 13 agosto 2017 Londra, Gran Bretagna   | Mondiali 2017        |

### La stagione
Prima di questa gara, gli atleti con le migliori tre prestazioni dell'anno erano:
| Pos. | Atleta                     | Prestazione | Data                                   |
| ---- | -------------------------- | ----------- | -------------------------------------- |
| 1    | Caster Semenya Sudafrica   | 1'54"98     | 3 maggio 2019 Doha, Qatar              |
| 2    | Ajeé Wilson Stati Uniti    | 1'57"92     | 28 luglio 2019 Des Moines, Stati Uniti |
| 3    | Francine Niyonsaba Burundi | 1'57"75     | 3 maggio 2019 Doha, Qatar              |

## Risultati

### Batterie
Le batterie si sono corse a partire dalle 17:10 del 27 settembre. Le prime tre di ogni serie (Q) e i sei tempi migliori tra le escluse (q) si qualificano alle semifinali.
| Pos. | Batteria | Nome                  | Nazionalità      | Tempo   | Note                          |
| ---- | -------- | --------------------- | ---------------- | ------- | ----------------------------- |
| 1    | 3        | Winnie Nanyondo       | Uganda           | 2'00"36 | Q                             |
| 2    | 4        | Natoya Goule          | Giamaica         | 2'01"01 | Q                             |
| 3    | 4        | Ce'Aira Brown         | Stati Uniti      | 2'01"14 | Q                             |
| 4    | 4        | Noélie Yarigo         | Benin            | 2'01"19 | Q                             |
| 5    | 3        | Katharina Trost       | Germania         | 2'01"45 | Q                             |
| 6    | 4        | Olha Lyakhova         | Ucraina          | 2'01"47 | q                             |
| 7    | 3        | Halima Hachlaf        | Marocco          | 2'01"50 | Q                             |
| 8    | 3        | Lindsey Butterworth   | Canada           | 2'01"64 | q                             |
| 9    | 2        | Raevyn Rogers         | Stati Uniti      | 2'02"01 | Q                             |
| 10   | 2        | Shelayna Oskan-Clarke | Gran Bretagna    | 2'02"09 | Q                             |
| 11   | 1        | Ajeé Wilson           | Stati Uniti      | 2'02"10 | Q                             |
| 12   | 2        | Morgan Mitchell       | Australia        | 2'02"13 | Q                             |
| 13   | 2        | Eunice Jepkoech Sum   | Kenya            | 2'02"17 | q                             |
| 14   | 1        | Halimah Nakaayi       | Uganda           | 2'02"33 | Q                             |
| 15   | 2        | Anna Sabat            | Polonia          | 2'02"43 | q                             |
| 16   | 1        | Hedda Hynne           | Norvegia         | 2'02"49 | Q                             |
| 17   | 4        | Diribe Welteji        | Etiopia          | 2'02"71 | q                             |
| 18   | 3        | Līga Velvere          | Lettonia         | 2'02"93 | q                             |
| 19   | 1        | Christina Hering      | Germania         | 2'03"15 |                               |
| 20   | 1        | Sara Kuivisto         | Finlandia        | 2'03"15 |                               |
| 21   | 5        | Nataliya Pryshchepa   | Ucraina          | 2'03"22 | Q                             |
| 22   | 5        | Wang Chunyu           | Cina             | 2'03"25 | Q                             |
| 23   | 5        | Alexandra Bell        | Gran Bretagna    | 2'03"34 | Q                             |
| 24   | 6        | Renelle Lamote        | Francia          | 2'03"36 | Q                             |
| 25   | 2        | Selina Büchel         | Svizzera         | 2'03"38 |                               |
| 26   | 5        | Lore Hoffmann         | Svizzera         | 2'03"40 |                               |
| 27   | 5        | Malika Akkaoui        | Marocco          | 2'03"40 |                               |
| 28   | 6        | Rose Mary Almanza     | Cuba             | 2'03"42 | Q                             |
| 29   | 6        | Rababe Arafi          | Marocco          | 2'03"44 | Q                             |
| 30   | 4        | Diana Mezuliáníková   | Rep. Ceca        | 2'03"48 |                               |
| 31   | 6        | Lynsey Sharp          | Gran Bretagna    | 2'03"57 |                               |
| 32   | 1        | Renée Eykens          | Belgio           | 2'03"65 |                               |
| 33   | 5        | Lovisa Lindh          | Svezia           | 2'03"72 |                               |
| 34   | 4        | Déborah Rodríguez     | Uruguay          | 2'03"80 |                               |
| 35   | 5        | Hanna Green           | Stati Uniti      | 2'04"37 |                               |
| 36   | 1        | Gabriela Gajanová     | Slovacchia       | 2'04"45 |                               |
| 37   | 6        | Carley Thomas         | Australia        | 2'04"65 |                               |
| 38   | 6        | Eleonora Vandi        | Italia           | 2'04"98 |                               |
| 39   | 3        | Catriona Bisset       | Australia        | 2'05"33 |                               |
| 40   | 2        | Rose Lokonyen         | Atleti Rifugiati | 2'13"39 | Miglior prestazione personale |
|      | 6        | Tsepang Sello         | Lesotho          | dq      |                               |

### Semifinali
Le semifinali si sono corse a partire dalle 19:15 del 28 settembre. Le prime due di ogni serie (Q) e i due tempi migliori tra le escluse (q) si qualificano alla finale.
| Pos. | Batteria | Nome                  | Nazionalità   | Tempo   | Note |
| ---- | -------- | --------------------- | ------------- | ------- | ---- |
| 1    | 3        | Halimah Nakaayi       | Uganda        | 1'59"35 | Q    |
| 2    | 1        | Raevyn Rogers         | Stati Uniti   | 1'59"57 | Q    |
| 3    | 1        | Winnie Nanyondo       | Uganda        | 1'59"75 | Q    |
| 4    | 3        | Eunice Jepkoech Sum   | Kenya         | 2'00"10 | Q    |
| 5    | 3        | Ce'Aira Brown         | Stati Uniti   | 2'00"12 | q    |
| 6    | 2        | Ajeé Wilson           | Stati Uniti   | 2'00"31 | Q    |
| 7    | 3        | Natoya Goule          | Giamaica      | 2'00"33 | q    |
| 8    | 1        | Olha Lyakhova         | Ucraina       | 2'00"72 |      |
| 9    | 1        | Lindsey Butterworth   | Canada        | 2'00"74 |      |
| 10   | 3        | Noélie Yarigo         | Benin         | 2'00"75 |      |
| 11   | 2        | Rababe Arafi          | Marocco       | 2'00"80 | Q    |
| 12   | 2        | Hedda Hynne           | Norvegia      | 2'01"03 |      |
| 13   | 2        | Rose Mary Almanza     | Cuba          | 2'01"18 |      |
| 14   | 1        | Alexandra Bell        | Gran Bretagna | 2'01"23 |      |
| 15   | 2        | Nataliya Pryshchepa   | Ucraina       | 2'01"24 |      |
| 16   | 1        | Halima Hachlaf        | Marocco       | 2'01"30 |      |
| 17   | 1        | Katharina Trost       | Germania      | 2'01"77 |      |
| 18   | 2        | Diribe Welteji        | Etiopia       | 2'02"69 |      |
| 19   | 2        | Wang Chunyu           | Cina          | 2'02"84 |      |
| 20   | 3        | Renelle Lamote        | Francia       | 2'02"86 |      |
| 21   | 3        | Anna Sabat            | Polonia       | 2'04"00 |      |
| 22   | 3        | Morgan Mitchell       | Australia     | 2'04"76 |      |
| 23   | 1        | Līga Velvere          | Lettonia      | 2'06"99 |      |
| 24   | 2        | Shelayna Oskan-Clarke | Gran Bretagna | 2'10"89 |      |

### Finale
La finale si è corsa alle 22:10 del 30 settembre.
| Pos. | Corsia | Nome                | Nazionalità | Tempo   | Note                                     |
| ---- | ------ | ------------------- | ----------- | ------- | ---------------------------------------- |
|      | 8      | Halimah Nakaayi     | Uganda      | 1'58"04 | Record nazionale                         |
|      | 4      | Raevyn Rogers       | Stati Uniti | 1'58"18 | Miglior prestazione personale stagionale |
|      | 5      | Ajeé Wilson         | Stati Uniti | 1'58"84 |                                          |
| 4    | 7      | Winnie Nanyondo     | Uganda      | 1'59"18 |                                          |
| 5    | 9      | Eunice Jepkoech Sum | Kenya       | 1'59"71 |                                          |
| 6    | 6      | Natoya Goule        | Giamaica    | 2'00"11 |                                          |
| 7    | 3      | Rababe Arafi        | Marocco     | 2'00"48 |                                          |
| 8    | 2      | Ce'Aira Brown       | Stati Uniti | 2'02"97 |                                          |